# Pokolj u Dugopolju 2. – 4. listopada 1942.
Pokolj u Dugopolju dogodio se od 2. do 4. listopada 1942., nakon što su 30. rujna 1942. god. talijanski fašisti dovezli kamionima četnike, koji su potom pod zaštitom talijanskih oklopnih kola i pod nadzorom talijanskih časnika više dana pljačkali i palili po mjestu u neposrednoj blizini Splita, te ubijali one mještane koji nisu pred njima bili pobjegli.
Prema izvještaju koje je neposredno nakon pokolja sačinio svećenik don Mijo Marović, pobijeno je 35 Hrvata koje su četnici zatekli u mjestu – koje je bilo u blizini Splita, i odakle se znatan broj dragovoljaca odlučio pristupiti partizanskim postrojbama koje su se borile protiv talijanskog okupatora – na razne svirepe načine: bacanjem u vatru, kopanjem očiju na živo, razbijanjem lubanje, vađenjem srca i dr. Četnici su ubili dječaka od 5 godina i djevojčicu od 3 godine. Za vrijeme pokolja, četnici su pjevali pjesme o Velikoj Srbiji, svojoj mržnji prema Hrvatima i sl.
Opljačkana stoku i žito prevežena je iz mjesta talijanskim kamionima.
Don Mijo Marović popisao je žrtve pokolja poimenično, uz ogradu da su to oni čija su tijela bila pronađeni do njegovoga izvješća, sačinjenoga 19. listopada 1942. god.:
2. Milić Luce ž. Marka r. 1881 
3. Balić Grgo pok. Ante r. 1879 
4. Balić Matija ž. Grge r. 1880 
5. Balić Ivan pok. Ante r. 1879 
6. Balić Cvita ž. Ivana r. 1864 
7. Balić Stjepan pok. Andrije r. 1874 
8. Radovan Toma p. Mate r. 1873 
9. Radovan anica ud. p. Nikole r. 1863 
10. Radošević Nikola pok. Mate r. 1870 
11. Radošević Božo pok. Joze r. 1866 
12. Caktaš Mijo pok. Marka r. 1879 
13. Caktaš Jaka ud. Bartula r. 1870 
14. Božinović Božo pok. Šimuna r. 1877 
15. Rogošić Mijo pok. Ante r. 1881 
16. Rogošić Božo pok. Joze r. 1868 
17. Rogošić Luce ud. Mate r. 1877 
18. Doždor Ante pok. Marka r. 1878 
19. Perišić Mate pok. Ivana r. 1901 
20. Perišić Ivan pok Ante r. 1864 
21. Perišić Matija ž. Ivana (r.) 1874 
22. Šimić Jela ud. Ivana (r.) 1883 
23. Šimić anđa ž. Marka (r.) 1862 
24. Šimić Tomaša Mijo pok. Petra r. 1862 
25. Ljubišić Ivan pok. Duje 
26. Radošević Jakov pok. Marka (r.) 1870 
27. Ban anđa ž. Ivanova r. 1914 
28. Ban Miljenko, sin Ivanov (r.) 1937 
29. Ban Ana kći Ivanova (r.) 1939 
30. Ban Iva ž. Pok. Mije (r.) 1885 
31. Ban Kata ž. Pok. Mije (r.) 1874 
Blanka Matković i Josip Dukić u knjizi "Dugopoljski žrtvoslov (1941.-1948)" iz 2011. god. govore o 35 žrtava, od čega su njih 34 bili stanovnici Dugopolja, a 35. je bio Ivan Grubišić pok. Duje iz Solina. Popisu pobijenih Dugopoljaca kojega je bio sačinio don Mijo Marović dodaju Matković i Dukić još Jaku Prančić i Ivu Perišić.